# Runsbäck
Runsbäck är en ort i Torslunda socken i Mörbylånga kommun i Kalmar län, belägen på västra Öland just söder om Färjestaden.
Runsbäck klassades av Statistiska centralbyrån som en småort 1995 med 56 invånare på en yta av 14 hektar. 2015 klassades den åter som en småort.